# Diócesis de Tocantinópolis
La diócesis de Tocantinópolis (en latín: Tocantinopolitana y en portugués: Diocese de Tocantinópolis) es una circunscripción eclesiástica de la Iglesia católica en Brasil. Se trata de una diócesis latina, sufragánea de la arquidiócesis de Palmas. Desde el 31 de enero de 2023 es sede vacante y su administrador diocesano es el obispo Giovane Pereira de Melo.

## Territorio y organización
La diócesis tiene 15 761 km² y extiende su jurisdicción sobre los fieles católicos de rito latino residentes en 26 municipios del estado de Tocantins: Tocantinópolis, Aguiarnópolis, Ananás, Angico, Araguatins, Augustinópolis, Axixá do Tocantins, Bernardo Sayão, Buriti do Tocantins, Cachoeirinha, Carrasco Bonito, Darcinópolis, Esperantina, Itaguatins, Itapiratins, Luzinópolis, Maurilândia do Tocantins, Nazaré, Praia Norte, Riachinho, Sampaio, Santa Terezinha do Tocantins, São Bento do Tocantins, São Miguel do Tocantins, São Sebastião do Tocantins y Sítio Novo do Tocantins.
La sede de la diócesis se encuentra en la ciudad de Tocantinópolis, en donde se halla la Catedral de Nuestra Señora de la Consolación.
En 2023 en la diócesis existían 16 parroquias.

## Historia
La prelatura territorial de Tocantinópolis fue erigida el 20 de diciembre de 1954 con la bula Ceu pastor del papa Pío XII, obteniendo el territorio de la diócesis de Porto Nacional.
Originalmente sufragánea de la arquidiócesis de Goiás (hoy diócesis de Goiás), el 27 de marzo de 1956 pasó a formar parte de la provincia eclesiástica de la arquidiócesis de Goiânia.
El 30 de octubre de 1980 la prelatura territorial fue elevada a diócesis con la bula Conferentia Episcopalis Brasiliensis del papa Juan Pablo II.
El 27 de marzo de 1996 la diócesis se convirtió en sufragánea de la arquidiócesis de Palmas.
El 31 de enero de 2023 cedió una porción de territorio para la erección por el papa Francisco de la diócesis de Araguaína.

## Estadísticas
Según el Boletín de la Santa Sede la diócesis tenía a principios de 2023 un total de 150 019 fieles bautizados.
| Año                                                                             | Población            | Población | Población      | Sacerdotes | Sacerdotes    | Sacerdotes    | Bautizados por sacerdote | Diáconos permanentes | Religiosos | Religiosos | Parroquias |
| Año                                                                             | Bautizados católicos | Total     | % de católicos | Total      | Clero secular | Clero regular | Bautizados por sacerdote | Diáconos permanentes | Varones    | Mujeres    | Parroquias |
| ------------------------------------------------------------------------------- | -------------------- | --------- | -------------- | ---------- | ------------- | ------------- | ------------------------ | -------------------- | ---------- | ---------- | ---------- |
| 1966                                                                            | 200 000              | 205 000   | 97.6           | 11         |               | 11            | 18 181                   |                      | 21         | 16         | 8          |
| 1970                                                                            | 210 000              | 220 000   | 95.5           | 17         |               | 17            | 12 352                   |                      | 21         | 12         | 9          |
| 1976                                                                            | 280 000              | 300 000   | 93.3           | 21         | 4             | 17            | 13 333                   |                      | 20         | 15         | 14         |
| 1980                                                                            | 225 000              | 240 000   | 93.8           | 24         | 7             | 17            | 9375                     |                      | 18         | 16         | 19         |
| 1990                                                                            | 409 000              | 510 000   | 80.2           | 33         | 15            | 18            | 12 393                   |                      | 24         | 27         | 22         |
| 1999                                                                            | 400 000              | 538 000   | 74.3           | 33         | 21            | 12            | 12 121                   | 1                    | 17         | 24         | 24         |
| 2000                                                                            | 382 000              | 535 000   | 71.4           | 33         | 21            | 12            | 11 575                   | 2                    | 20         | 8          | 24         |
| 2001                                                                            | 279 000              | 390 559   | 71.4           | 39         | 24            | 15            | 7153                     | 1                    | 25         | 39         | 25         |
| 2002                                                                            | 292 075              | 389 434   | 75.0           | 41         | 25            | 16            | 7123                     | 1                    | 29         | 32         | 24         |
| 2004                                                                            | 315 000              | 404 600   | 77.9           | 37         | 23            | 14            | 8513                     | 1                    | 29         | 33         | 26         |
| 2010                                                                            | 390 000              | 497 000   | 78.5           | 42         | 27            | 15            | 9285                     | 2                    | 23         | 41         | 28         |
| 2014                                                                            | 409 000              | 521 000   | 78.5           | 39         | 26            | 13            | 10 487                   | 4                    | 19         | 38         | 27         |
| 2017                                                                            | 418 590              | 533 570   | 78.5           | 44         | 29            | 15            | 9513                     | 3                    | 20         | 29         | 29         |
| 2020                                                                            | 428 300              | 546 000   | 78.4           | 48         | 34            | 14            | 8922                     | 8                    | 20         | 23         | 30         |
| 2023                                                                            | 150 019              | 214 313   | 70.0           | 17         | 14            | 3             | 8824                     | ?                    | 3          | 6          | 16         |
| Fuente: Catholic-Hierarchy, que a su vez toma los datos del Anuario Pontificio. |                      |           |                |            |               |               |                          |                      |            |            |            |

## Episcopologio
- Sede vacante (1954-1962)

- Cornelio Chizzini, F.D.P. † (12 de abril de 1962-12 de agosto de 1981 falleció)
- Aloísio Hilário de Pinho, F.D.P. † (9 de noviembre de 1981-22 de diciembre de 1999 nombrado obispo de Jataí)
- Miguel Ângelo Freitas Ribeiro (17 de enero de 2001-31 de octubre de 2007 nombrado obispo de Oliveira)
- Giovane Pereira de Melo (4 de marzo de 2009-31 de enero de 2023 nombrado obispo de Araguaína)

- Sede vacante, desde 2023